# Zaira Cavalcanti
Zaira Cavalcanti, nome artístico de Zaíra Baltazar Cavalcanti (Santa Maria, 01 de outubro de 1913 - Rio de Janeiro, 11 de setembro de 1981) foi uma atriz e cantora brasileira.

## Biografia
Zaíra Baltazar Cavalcanti nasceu em 01 de outubro de 1913 na cidade de Santa Maria, sendo filha do militar pernambucano Otávio Cavalcanti e de Conceição Baltazar. Iniciara sua carreira artística ainda jovem, no ano de 1927.
Participara de vários espetáculos musicais e algumas revistas nos palcos do Rio de Janeiro e de São Paulo.
Em 1938 Zaíra Cavalcanti empreendera sozinha uma excursão pelo Peru, Bolívia, Chile, Paraguai e Venezuela, cantando músicas brasileiras e sul-americanas,  obtendo muito sucesso. Nesse período, já por volta de 1940, recebera um convite para participar do filme argentino Luna de Miel en Río, ao lado de Niní Marshall.
Após aposentar-se passara a residir no Retiro dos Artistas, onde falecera em 11 de setembro de 1981.

## Filmografia
| Ano  | Título                                      | Personagem    |
| ---- | ------------------------------------------- | ------------- |
| 1975 | A Ilha do Desejo                            | Salomé        |
| 1975 | Cada Um Dá o Que Tem                        | Dona Vinagre  |
| 1974 | Sedução - Qualquer Coisa a Respeito do Amor | —             |
| 1969 | Uma Pistola para Djeca                      | Dona Eufrásia |
| 1943 | Entra na Farra                              | —             |
| 1941 | Vamos Cantar                                | —             |
| 1941 | Céu Azul                                    | —             |
| 1940 | Pureza                                      | —             |
| 1940 | Luna de Miel en Río                         | Mercedes      |
| 1938 | Tererê Não Resolve                          | —             |

## Teatro[4]
- 1973 - Bodas de Sangue
- 1955 - A Grande Revista
- 1942 - Tripas à Moda do Porto
- 1941 - Os Quindins de Iaiá
- 1941 - A Cabrocha Não É Sopa
- 1941 - A Cuíca Está Roncando
- 1941 - Assim... Até Eu
- 1941 - No Lesco-Lesco
- 1940/1941 - Disso É Que Gosto
- 1935 - A Bailarina do Casino
- 1935 - Eva Querida